# Jack Salvatori
Jack Salvatori, nome d'arte di Giovanni Salvatori (Roma, 1901 – Paddington, Londra, 1950), è stato un regista italiano.
Successivamente fu conosciuto anche con il nome d'arte di Manners.

## Biografia
Nacque a Roma nel 1901 da una famiglia di origini irlandesi, iniziando nei primi anni venti l'attività di regista negli Stati Uniti, a Hollywood dove si era trasferito, prima come assistente e poi come direttore scenico.
Partecipò come aiuto regista alle riprese del kolossal I quattro cavalieri dell'Apocalisse di Rex Ingram, svolse inoltre l'attività di attore, sino al momento in cui si trasferì nella città francese di Joinville-le-Pont, per dirigere le versioni italiane sonore delle produzioni americane.
Diresse tra l'altro le versioni di Il richiamo del cuore, La donna bianca, Il segreto del dottore e La vacanza del diavolo, tutte con attori italiani venuti dall'Italia appositamente per queste produzioni, che tenderanno a scomparire con la nascita degli stabilimenti di doppiaggio in Italia, permettendo così la sincronizzazione interna dei film esteri.

## Filmografia
- Il segreto del dottore (1930)
- Il richiamo del cuore (1930)
- La donna bianca (1930)
- La vacanza del diavolo (1931)
- Umanità (1946)